# Saison 9 de Top Chef
La neuvième saison de Top Chef, est une émission de télévision franco-belge de téléréalité culinaire, diffusée sur M6 du 31 janvier 2018 au 25 avril 2018 et sur RTL-TVI du 5 février 2018 au 30 avril 2018. Elle est animée par Stéphane Rotenberg.
Cette édition du concours est remportée par Camille Delcroix, qui obtient 66,92 % des voix lors de la finale, et gagne ainsi la somme de 66 920 euros,,,.

## Production et organisation
Stéphane Rotenberg, animateur historique depuis la première saison, présente une fois de plus l'émission.
La société de production Studio 89 Productions, également historique de l'émission, produit cette édition.

## Participants
Le jury reste inchangé depuis la saison 6. Il se compose de Philippe Etchebest, Michel Sarran, Hélène Darroze et Jean-François Piège.
Pour cette édition, tout comme la précédente, 15 candidats s'affrontent au premier épisode, et 12 intègrent le concours.

## Principe
Le principe de brigade, où les trois chefs du jury : Philippe Etchebest, Michel Sarran et Hélène Darroze sont chacun à la tête d'une brigade de quatre candidats, intégré la saison précédente, est reconduit cette année.

### Nouveautés
Pendant cette saison, la 100e émission du concours est diffusée. Pour fêter cela, une épreuve a lieu dans les écuries de Chantilly, et les participants doivent cuisiner pour un jury composé de 100 meilleurs ouvriers de France.
Autre nouveauté de la saison, chaque chef sélectionne désormais en fin d'émission quel candidat non qualifié de sa brigade ils envoie en dernière chance, les autres étant sauvés,.

## Candidats
Ci-dessous, la liste des 15 candidats de cette saison,,, :
| Candidat | Candidat                | Âge    | Localisation                              | Profession                                       | Brigade                                                  | Statut         |
| -------- | ----------------------- | ------ | ----------------------------------------- | ------------------------------------------------ | -------------------------------------------------------- | -------------- |
| ♂        | Camille Delcroix        | 27 ans | Bourecq (Pas-de-Calais)                   | Second dans un restaurant deux étoiles           | Etchebest (émission 1 – 13)                              | Vainqueur      |
| ♂        | Victor Mercier          | 27 ans | Boulogne-Billancourt (Hauts-de-Seine)     | Chef                                             | Etchebest (émission 1 – 13)                              | Finaliste      |
| ♂        | Adrien Descouls         | 28 ans | La Plaine Saint-Denis (Seine-Saint-Denis) | Chef dans un groupe privé                        | Sarran (émission 1 – 12)                                 | Demi-finaliste |
| ♂        | Clément Vergeat         | 24 ans | Nogent-sur-Marne (Val-de-Marne)           | Chef de partie dans un restaurant une étoile     | Darroze (émission 1 – 11)                                | Éliminé        |
| ♂        | Vincent Crépel          | 33 ans | Paris                                     | Chef de son propre restaurant                    | Sarran (émission 1 – 7) Éliminé Sarran (émission 8 – 10) | Éliminé        |
| ♂        | Mathew Hegarty          | 30 ans | Les Deux Alpes (Isère)                    | Chef d'un restaurant une étoile                  | Sarran (émission 1 – 8) Darroze (émission 8 – 9)         | Éliminé        |
| ♂        | Geoffrey Degros         | 22 ans | Namur (Belgique)                          | Second de cuisine                                | Darroze (émission 1 – 8)                                 | Éliminé,       |
| ♂        | Thibault Barbafieri     | 26 ans | Saint-François (Guadeloupe)               | Chef à domicile                                  | Darroze (émission 1 – 6)                                 | Éliminé        |
| ♀        | Tara Khattar            | 25 ans | New York (États-Unis)                     | Cheffe consultante                               | Darroze (émission 1 – 5)                                 | Éliminée,      |
| ♀        | Justine Imbert          | 25 ans | Saint-Rémy-de-Provence (Bouches-du-Rhône) | Cheffe de partie                                 | Sarran (émission 1 – 4)                                  | Éliminée,      |
| ♂        | Franckelie Laloum       | 37 ans | Tokyo (Japon)                             | Sous-chef exécutif dans un restaurant une étoile | Etchebest (émission 1 – 3)                               | Éliminé        |
| ♂        | Jérémy Vandernoot       | 27 ans | Mettet (Belgique)                         | Second de cuisine                                | Etchebest (émission 1 – 2)                               | Éliminé,       |
| ♀        | Ella Aflalo             | 24 ans | Marseille (Bouches-du-Rhône)              | Cheffe à domicile                                | Aucune (émission 1)                                      | Éliminés       |
| ♂        | Franck Morello          | 33 ans | Saint-Ouen (Seine-Saint-Denis)            | Chef                                             | Aucune (émission 1)                                      | Éliminés       |
| ♂        | Thibaud Érard-Penguilly | 23 ans | Montreuil (Seine-Saint-Denis)             | Chef                                             | Aucune (émission 1)                                      | Éliminés       |

Légende :
- Etchebest, signifie que le candidat a intégré la brigade de Philippe Etchebest.
- Darroze, signifie que le candidat a intégré la brigade d'Hélène Darroze.
- Sarran, signifie que le candidat a intégré la brigade de Michel Sarran.
- Aucune, signifie que le candidat n'a pas intégré de brigade[n° 2].
- (émission 1 – ...), indique pendant combien d'émission(s) le candidat est resté en compétition.

## Bilan par épisode
| Épisode     | Diffusion française | Candidats sur la sellette                  | Candidats envoyés en dernière chance            | Éliminé(s) |
| ----------- | ------------------- | ------------------------------------------ | ----------------------------------------------- | ---------- |
| 1           | 31 janvier 2018     | [ n° 3 ]                                   | Clément, Ella, Franck, Thibaud, Victor, Vincent | Ella       |
| 1           | 31 janvier 2018     | [ n° 3 ]                                   | Clément, Ella, Franck, Thibaud, Victor, Vincent | Franck     |
| 1           | 31 janvier 2018     | [ n° 3 ]                                   | Clément, Ella, Franck, Thibaud, Victor, Vincent | Thibaud    |
| 2           | 7 février 2018      | Adrien, Camille, Jérémy, Justine, Tara     | Adrien, Jérémy, Tara                            | Jérémy     |
| 3           | 14 février 2018     | Clément, Franckelie, Geoffrey, Victor      | Franckelie, Geoffrey                            | Franckelie |
| 4           | 21 février 2018     | [ n° 4 ]                                   | Adrien, Justine, Mathew, Vincent                | Justine    |
| 5           | 28 février 2018     | Adrien, Geoffrey, Mathew, Tara, Vincent    | Adrien, Tara                                    | Tara       |
| 6           | 7 mars 2018         | Camille, Mathew, Thibault, Vincent         | Camille, Mathew, Thibault                       | Thibault   |
| 7           | 14 mars 2018        | Adrien, Clément, Geoffrey, Mathew, Vincent | Clément, Vincent                                | Vincent    |
| 8           | 21 mars 2018        | [ n° 5 ]                                   | Geoffrey, Mathew                                | Geoffrey   |
| 9           | 28 mars 2018        | [ n° 6 ]                                   | Adrien, Camille, Mathew, Victor                 | Mathew     |
| 10          | 4 avril 2018        | [ n° 7 ]                                   | Clément, Victor, Vincent                        | Vincent    |
| 11          | 11 avril 2018       | [ n° 7 ]                                   | Adrien, Clément, Victor                         | Clément    |
| 12          | 18 avril 2018       | [ n° 8 ]                                   | [ n° 8 ]                                        | Adrien     |
| Épisode     | Diffusion française | Candidats finalistes                       | Candidats finalistes                            | Vainqueur  |
| 13 (finale) | 25 avril 2018       | Camille et Victor                          | Camille et Victor                               | Camille    |

### Progression des candidats
| Semaine    | 1        | 2          | 3          | 4        | 5          | 6          | 7          | 8          | 9          | 10      | Quarts de finale       | Demi-finale            | Finale     |
| ---------- | -------- | ---------- | ---------- | -------- | ---------- | ---------- | ---------- | ---------- | ---------- | ------- | ---------------------- | ---------------------- | ---------- |
| Camille    | 1        | (Sellette) | 2          | 1        | 2          | D.C.       | 2          | 2          | D.C.       | 2       | Qualifié avec 6 points | Qualifié avec 2 points | Gagnant    |
| Victor     | D.C.     | 1          | (Sellette) | 1        | 1          | 2          | 1          | 2          | D.C.       | D.C.    | D.C.                   | Qualifié avec 1 point  | Perdant    |
| Adrien     | 1        | D.C.       | 1          | D.C.     | D.C.       | 1          | (Sellette) | 2          | D.C.       | 1       | D.C.                   | Éliminé                | [ note 1 ] |
| Clément    | D.C.     | 2          | (Sellette) | 2        | 1          | 1          | D.C.       | 2          | 1          | D.C.    | Éliminé                |                        | [ note 1 ] |
| Vincent    | D.C.     | 1          | 1          | D.C.     | (Sellette) | (Sellette) | Éliminé    | 1 & 2      | 1          | Éliminé |                        |                        | [ note 1 ] |
| Mathew     | 2        | 1          | 1          | D.C.     | (Sellette) | D.C.       | (Sellette) | D.C.       | Éliminé    |         |                        |                        | [ note 1 ] |
| Geoffrey   | 2        | 1          | D.C.       | 2        | (Sellette) | 2          | (Sellette) | Éliminé    |            |         |                        |                        | [ note 1 ] |
| Thibault   | 1        | 1          | 1          | 2        | 1          | Éliminé    |            | [ note 2 ] |            |         |                        |                        | [ note 1 ] |
| Tara       | 3        | D.C.       | 1          | 2        | Éliminée   |            |            |            | [ note 1 ] |         |                        |                        | [ note 1 ] |
| Justine    | 3        | (Sellette) | 1          | Éliminée |            |            |            |            | [ note 1 ] |         |                        |                        | [ note 1 ] |
| Franckélie | 2        | 1          | Éliminé    |          |            |            |            |            |            |         |                        |                        |            |
| Jérémy     | 3        | Éliminé    |            |          |            |            |            | [ note 2 ] | [ note 1 ] |         |                        |                        |            |
| Ella       | Éliminée |            |            |          |            |            |            |            |            |         |                        |                        |            |
| Franck     | Éliminé  |            |            |          |            |            |            |            |            |         |                        |                        |            |
| Thibaud    | Éliminé  |            |            |          |            |            |            |            |            |         |                        |                        |            |

Légende :
- 1 / 2 / 3 / D.C., signifie que le candidat s'est qualifié pour la semaine suivante grâce à une qualification lors de l'épreuve 1 de la semaine / l'épreuve 2 / l'épreuve 3 /l'épreuve de la Dernière chance
- Éliminé, signifie que le candidat a été éliminé à l'issue de l'épreuve de la Dernière chance
- Sellette, signifie que le candidat a été qualifié pour la semaine suivante en étant directement sauvé par son chef de brigade alors qu'il était sur la sellette
- indique que le candidat passe l'épreuve indiquée en tant que membre de la brigade d'Hélène Darroze
- indique que le candidat passe l'épreuve indiquée en tant que membre de la brigade de Philippe Etchebest
- indique que le candidat passe l'épreuve indiquée en tant que membre de la brigade de Michel Sarran
- indique que le candidat passe l'épreuve indiquée sans faire partie d'une brigade
- indique que le candidat est présent lors de l'épreuve indiquée après avoir été précédemment éliminé de la compétition

Notes :
1. 1 2 3 4 5 6 7 8 9 10 11  Le candidat est présent dans cette épreuve en tant que commis pour aider les candidats encore en lice
2. 1 2 3  Le candidat participe à cette épreuve qui permet spécifiquement le retour de trois candidats éliminés
3. ↑  A l'issue de cette épreuve, le candidat quitte la brigade jaune et entre dans la brigade rouge

## Résumés détaillés

### 1erépisode: composition des brigades, trois candidats éliminés
Cet épisode est diffusé pour la première fois le mercredi 31 janvier 2018.
L'épisode inaugural de la saison a pour but de répartir les 15 candidats en trois brigades de quatre candidats : trois candidats ne seront donc pas choisis et éliminés directement. Pour cela, les candidats sont d'abord répartis en trois groupes de cinq qui se voient chacun imposer une épreuve différente. À l'issue de chacune de ces épreuves, Michel Sarran, Hélène Darroze et Philippe Etchebest choisissent chacun un candidat du groupe pour intégrer leur brigade, les deux candidats restants étant envoyés en épreuve de la dernière chance. Si plusieurs chefs désignent le même candidat, c'est celui-ci qui doit alors choisir quelle équipe il souhaite intégrer, les chefs non choisis devant ensuite effectuer un nouveau choix parmi les candidats restants du groupe.
Le premier groupe est composé de Thibault, Ella, Camille, Adrien et Victor. Il doit réaliser un « dessert de légume », c'est-à-dire travailler un légume en version sucrée, avec un visuel de dessert. À l'issue de l'épreuve, Hélène Darroze choisit Thibault pour intégrer sa brigade, tandis que Michel Sarran et Philippe Etchebest choisissent tous les deux Camille, qui décide finalement d'intégrer l'équipe de Philippe Etchebest. Michel Sarran doit alors choisir un autre candidat, et c'est Adrien qui intègre sa brigade.
Les candidats du deuxième groupe, composé de Mathew, Geoffrey, Franckelie, Franck et Clément, doivent réaliser un « plat surprise » qui, à la découpe, doit créer l'étonnement avec une couleur, un ingrédient, ou une texture. Après avoir jugé les plats, les chefs veulent tous les trois que Franckelie intègre leur brigade. Après réflexion, il choisit de rejoindre Philippe Etchebest. Les deux chefs restants désignent alors un nouveau candidat, le même, Mathew, qui décide de partir chez Michel Sarran. Hélène Darroze choisit alors Geoffrey.
Le troisième et dernier groupe est composé de Tara, Thibaud, Justine, Vincent et Jérémy, qui doivent moderniser le poulet basquaise. À l'issue de l'épreuve, les trois chefs ont chacun choisi un candidat différent : Justine intègre la brigade de Michel Sarran, Tara la brigade d'Hélène Darroze, et Jérémy la brigade de Philippe Etchebest.

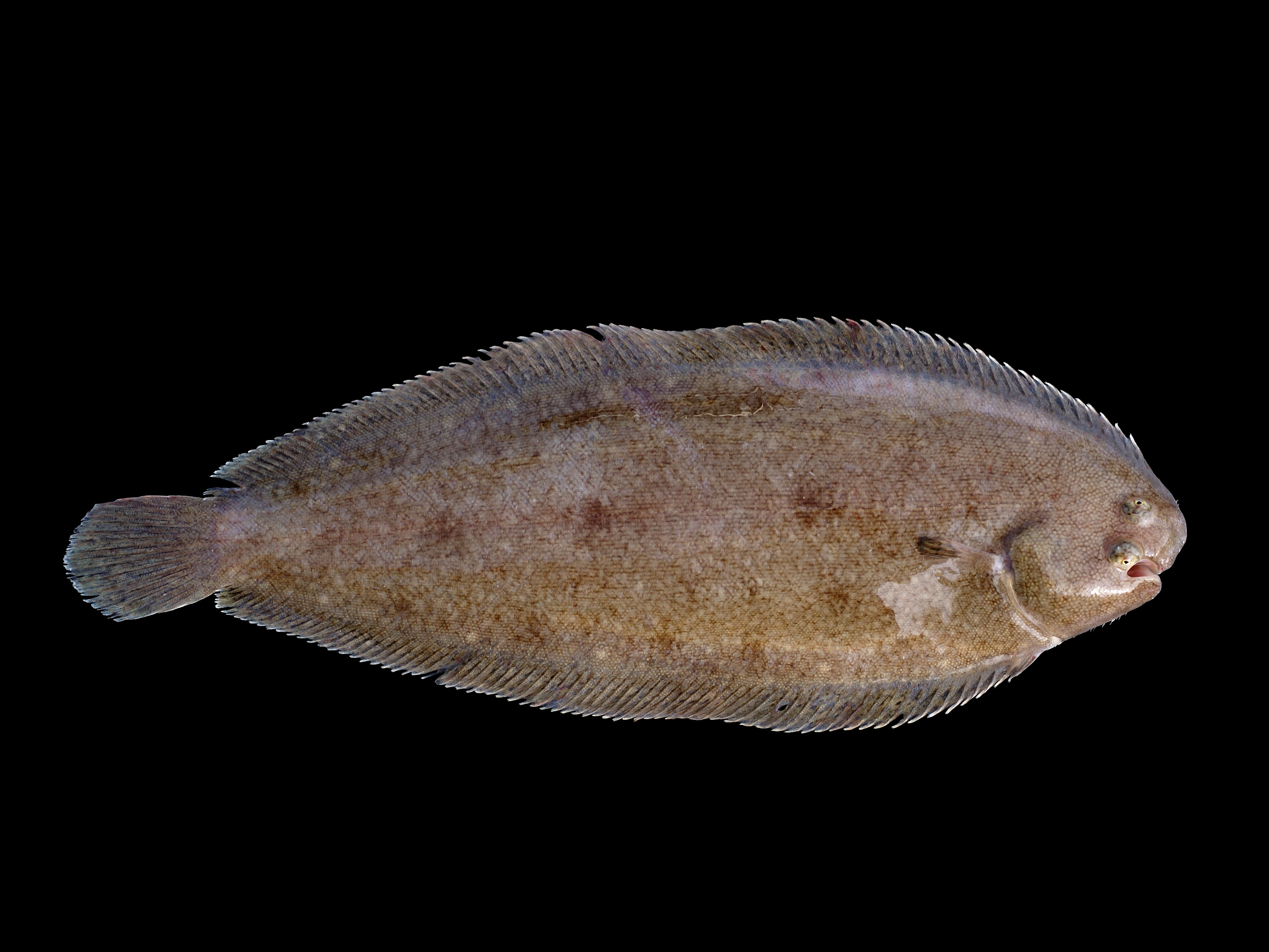
La sole, thème de la dernière chance.

Une fois la première phase de sélections terminée, les six candidats encore sans brigade passent l'épreuve de la dernière chance, dont le thème est la sole. Avant le début de l'épreuve, les trois chefs ont chacun pu envoyer une lettre de soutien au candidat qu'ils souhaiteraient voir intégrer leur brigade : Michel Sarran soutient Clément, Hélène Darroze soutient Vincent et Philippe Etchebest soutient Ella. À la fin de l'épreuve, la sélection du dernier candidat par brigade se fait sur le même principe que précédemment, à l'exception que les chefs font leur choix à l'aveugle. Les chefs ont tous choisi un plat différent : Clément rejoint la brigade d'Hélène Darroze, Vincent la brigade de Michel Sarran, et Victor celle de Philippe Etchebest. Ella, Franck et Thibaud n'ayant pas été choisis à l'issue de cette dernière phase de qualifications, ils quittent définitivement le concours,,,,,.

### 2eépisode: cuisiner dans un cadre royal, et une épreuve spectaculaire
Cet épisode est diffusé pour la première fois le mercredi 7 février 2018.

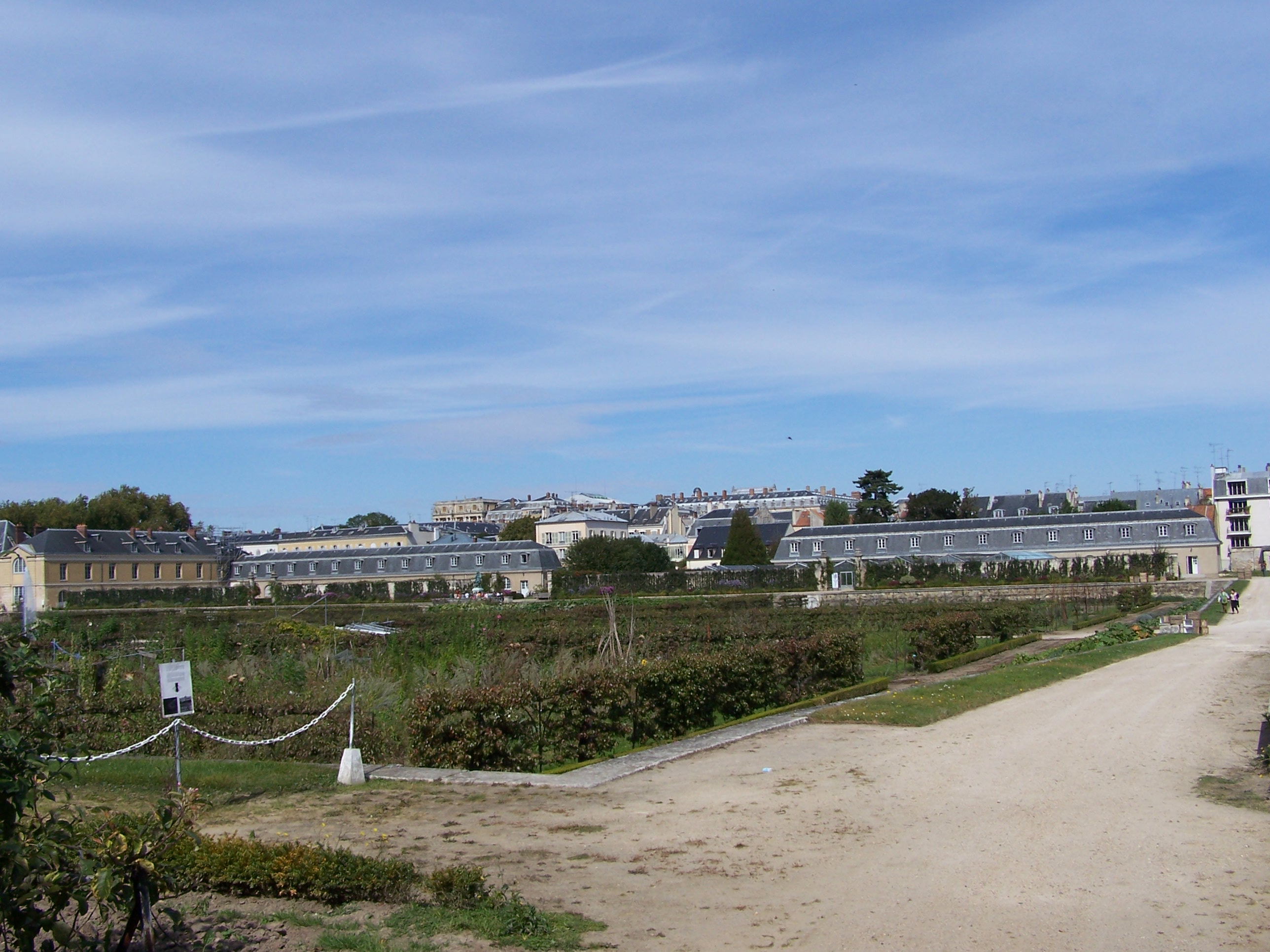
Le potager du roi accueille la première épreuve de l'épisode.

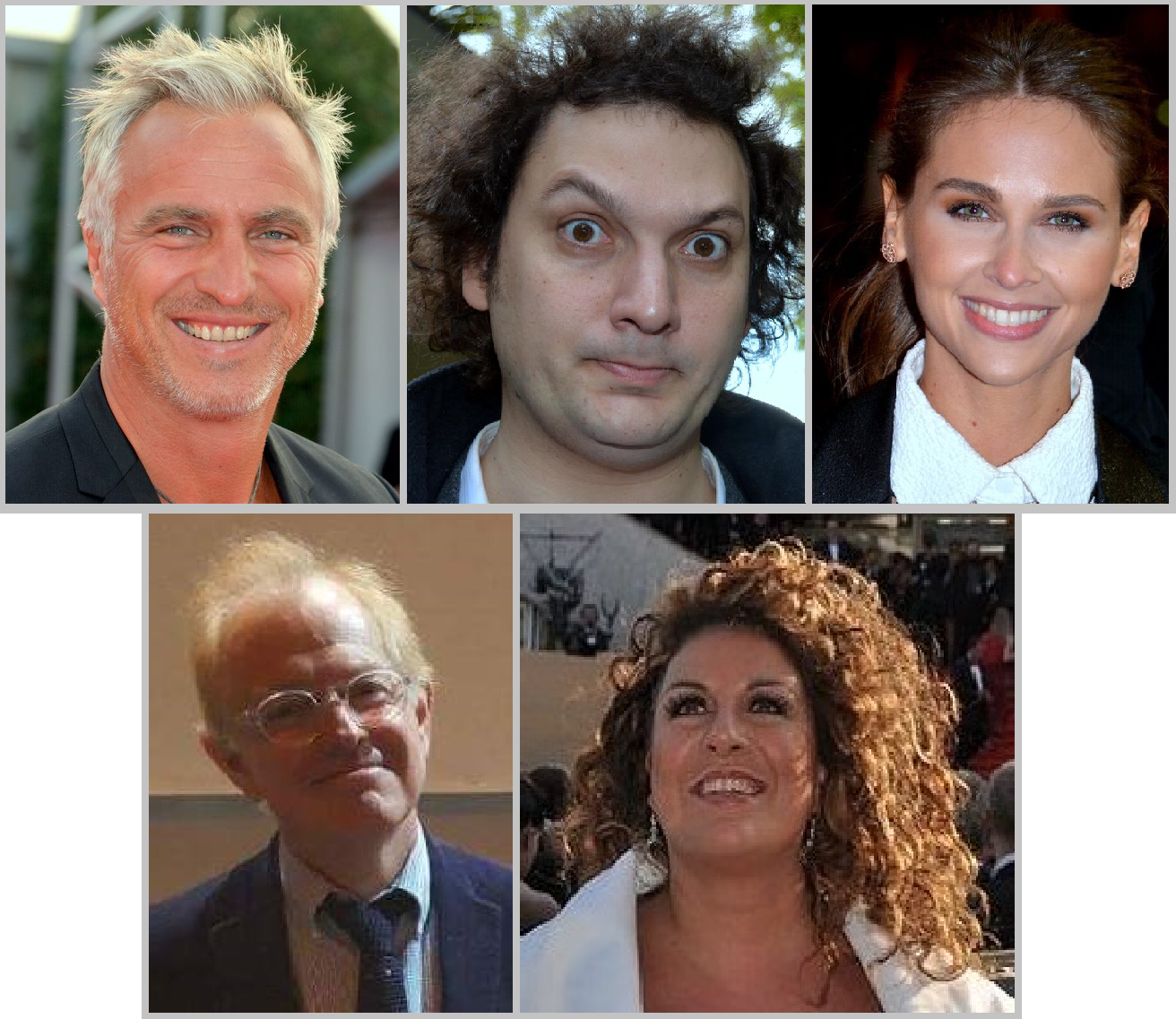
Photomontage des célébrités participant à la première épreuve (de haut en bas, et de gauche à droite) : David Ginola, Éric Antoine, Ophélie Meunier, Mac Lesggy, Marianne James (absents : Julia Vignali et Stéphane Rotenberg).

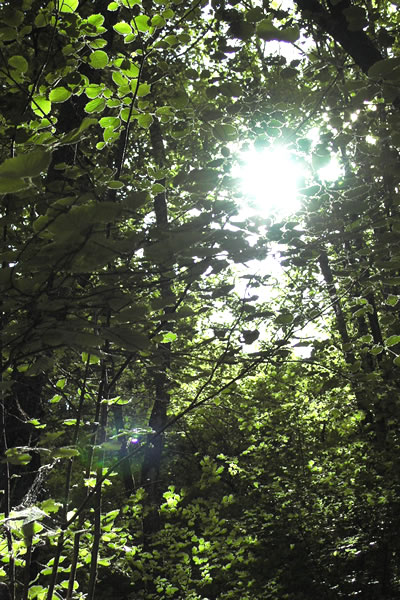
L'épreuve imaginée par Victor se déroule en forêt.

La première épreuve se déroule dans le potager du roi. Les candidats sont répartis par leur chef en binômes, il y a donc trois duels de deux binômes. Le but de l'épreuve est de sublimer un produit dit "populaire", en faisant une assiette digne d'un palace. Ils sont jugés par le chef Christian Le Squer, qui doit choisir un binôme qui se qualifie pour la semaine suivante, tandis que l'autre participera à la deuxième épreuve. Le premier duel oppose Camille et Jérémy de la brigade de Philippe Etchebest, à Mathew et Vincent de la brigade de Michel Sarran. Ils doivent sublimer le chou-fleur. À l'issue de la dégustation, le chef donne l'équipe de Sarran vainqueure : Mathew et Vincent sont donc qualifiés pour la semaine suivante, et Camille et Jérémy participent à la deuxième épreuve. Le deuxième duel oppose Franckelie et Victor de la brigade Etchebest, à Tara et Clément de la brigade Darroze. Ils doivent sublimer l'oignon. Après dégustation, c'est l'équipe de Franckelie et Victor qui gagne et se qualifie pour la semaine suivante. Tara et Clément participeront quant à eux à la deuxième épreuve. Le dernier duel voit s'affronter Justine et Adrien, brigade Sarran, et Geoffrey et Thibault, brigade Darroze. Ils doivent sublimer le lieu jaune. La dégustation donne la brigade Darroze gagnante : ainsi, Geoffrey et Thibault sont qualifiés pour la semaine suivante, et Justine et Adrien participent à la deuxième épreuve.
La deuxième épreuve se déroule dans les cuisines de Top Chef. Tous ceux n'ayant pas remporté l'épreuve précédente y participent, à savoir : Camille, Jérémy, Tara, Clément, Justine et Adrien. Cette épreuve se joue en individuel, et il n'y a qu'une place pour la semaine suivante, tous les autres candidats seront sur la sellette. Le juge de cette épreuve est Jean-François Piège. Les candidats disposent d'1 h 30 pour mettre en place un « show culinaire », c'est-à-dire qu'ils doivent préparer tous les éléments d'une recette libre, mais doivent la dresser en faisant le "show", au dernier moment, face au chef. Sur les six assiettes proposés, il n'en choisit que trois à déguster. Après avoir tout regardé, il choisit de déguster les assiettes de Tara, Justine et Clément. Après dégustation, il choisit de qualifier Clément pour la semaine d'après. Tous les autres candidats sont sur la sellette.
Tara, Justine, Adrien, Jérémy et Camille se retrouvent sur la sellette. En effet, désormais, ce sont les chefs qui choisissent qui ils envoient en dernière chance. Hélène Darroze n'a pas le choix vu qu'elle n'a qu'un candidat de sa brigade, c'est donc Tara qui y part. Philippe Etchebest choisit d'y envoyer Jérémy, et qualifie ainsi Camille. Enfin, Michel Sarran y envoie Adrien, et qualifie alors Justine.
Pour cette dernière chance, les candidats ont 1 h pour sublimer le saumon. À l'issue de la dégustation à l'aveugle par les quatre chefs, Jérémy est éliminé,,,,.

### 3eépisode: péchés mignons des chefs, et la nature à l'honneur
Cet épisode est diffusé pour la première fois le mercredi 14 février 2018.

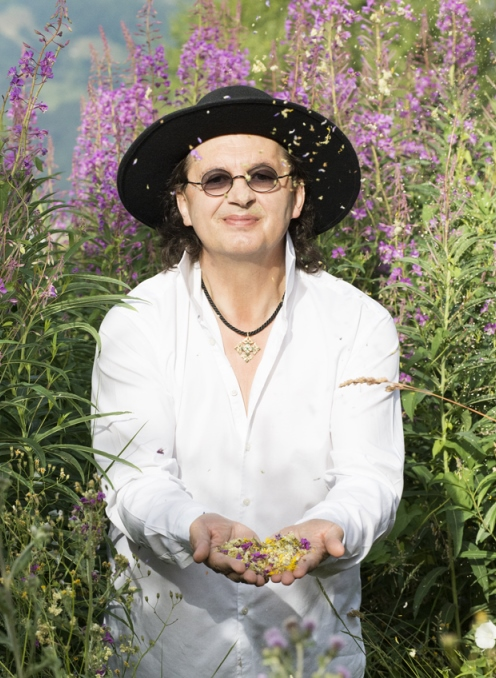
Marc Veyrat, chef pour qui les candidats doivent réaliser une assiette entièrement végétale.

La première épreuve se déroule dans les cuisines de Top Chef. Les candidats, répartis en binômes s'affrontant en duel, doivent revisiter les péchés mignons des chefs adverses. Le premier duel oppose Mathew et Adrien de la brigade de Michel Sarran, et Victor et Camille de la brigade de Philippe Etchebest. Ils doivent revisiter le péché mignon d'Hélène Darroze, les macaroni au fromage. Après dégustation, la chef désigne l'équipe Sarran, avec Mathew et Adrien, gagnante. L'équipe Etchebest participe donc à la deuxième épreuve. Le deuxième duel voit s'opposer Franckelie de la brigade Etchebest, et Tara et Thibault de la brigade Darroze. Ils doivent rendre gastronomique le croque-monsieur, péché mignon de Michel Sarran. À la suite de la dégustation, le chef désigne Tara et Thibault gagnants. Franckelie perd, et participe donc à la deuxième épreuve. Le troisième duel est disputé par Clément et Geoffrey, brigade Darroze et Justine et Vincent, brigade Sarran. Le but est de revisiter les tacos guacamole, péché mignon de Philippe Etchebest. Après dégustation, Justine et Vincent sont désignés gagnants, et Clément et Geoffrey participent à l'épreuve d'après.
La deuxième épreuve a lieu à Manigod en Haute-Savoie, fief du chef Marc Veyrat. Elle est disputée par tous les perdants de l'épreuve précédente, à savoir : Franckelie, Camille et Victor pour la brigade Etchebest, et Geoffrey et Clément pour la brigade Darroze. Le principe est de réaliser une assiette entièrement végétale. Les candidats doivent soigner le visuel, car le chef d'abord élimine une des cinq assiettes, qu'il ne dégustera pas. À ce stade, il élimine Franckelie. Ensuite, à l'issue de la dégustation, Camille est désigné gagnant.
Se retrouvent donc sur la sellette Victor et Franckelie pour la brigade Etchebest, et Geoffrey et Clément pour la brigade Darroze. Michel Sarran n'a lui aucun choix à faire, puisque toute sa brigade est déjà qualifiée pour la semaine suivante. Après réflexion, ce sont Franckelie et Geoffrey qui sont envoyés en dernière chance.
Pour cette dernière chance, les candidats ont 1 h pour sublimer le filet de bœuf. Après dégustation à l'aveugle par les quatre membres du jury, Franckelie est éliminé,,,,.

### 4eépisode: le tournoi des brigades
Cet épisode est diffusé pour la première fois le mercredi 21 février 2018.
Pour cette semaine, un tournoi des brigades est organisé. Ainsi, si la brigade se qualifie, c'est dans son intégralité, de même si elle perd.

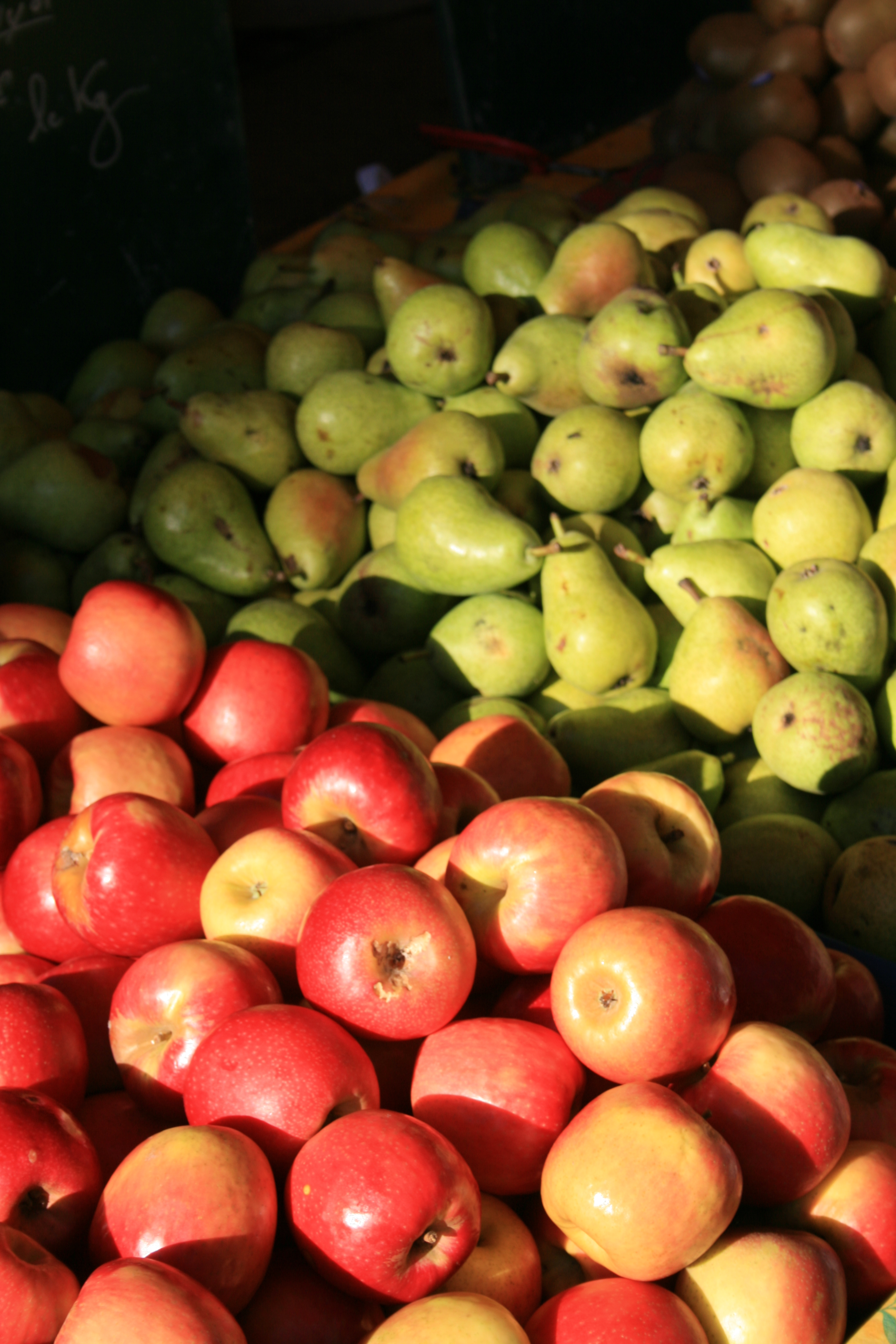
Des pommes et des poires, sujet de la dernière chance.

La première épreuve se déroule dans les cuisines de Top Chef. Les candidats doivent décliner la courge en un plat salé et un plat sucré. Les jurés de l'épreuve Jocelyn Herland et Cédric Grolet dégusteront d'abord les assiettes salés, et désigneront la moins bonne. Les candidats ayant réalisé cette assiette devront participer à la deuxième épreuve, entraînant avec eux les autres membres de leur brigade. De plus, leur assiette sucrée ne sera pas dégustée. Dans la brigade d'Hélène Darroze, ce sont Clément et Geoffrey qui réalisent l'assiette salée, et Tara et Thibault l'assiette sucrée. Dans celle de Philippe Etchebest, c'est Camille qui réalise la partie salée, et Victor la partie sucrée. Et enfin chez Michel Sarran, ce sont Vincent et Adrien pour le salé, et Mathew et Justine pour le sucré. Après dégustation des assiettes salées par le duo de chef, c'est celle de Geoffrey et Clément qui n'est pas retenue : ainsi, la brigade Darroze est éliminée de l'épreuve et devra participer à l'épreuve suivante. L'assiette de Tara et Thibault n'est, par conséquent, pas dégustée. À la suite de la dégustation des assiettes sucrées, c'est celle de Victor que les chefs ont préféré. La brigade Etchebest est donc qualifiée pour la semaine suivante. Celle de Michel Sarran participe quant à elle à l'épreuve suivante.
La deuxième épreuve est un classique de Top Chef : la boîte noire. Le principe est le suivant : un plat, pensé par le chef Philippe Etchebest, est disposé au centre d'une "boîte" plongée dans le noir. Les candidats doivent reconnaître le plus d'éléments de ce plat, sans la vue, et le reproduire à l'identique. Dans la brigade Darroze, ce sont Tara et Thibault qui y vont en premier. Dans celle de Michel Sarran, ce sont Mathew et Vincent. Après 30 min d'épreuve, chaque chef de brigade y pénètre à son tour, accompagné d'un nouveau candidat. Pour Hélène Darroze, c'est Geoffrey, et pour Michel Sarran, c'est Adrien. Enfin, quelques minutes avant la fin de l'épreuve, les derniers candidats de chaque brigade, à savoir Clément pour la brigade Darroze et Justine pour la brigade Sarran, s'y rendent pour y voir l'assiette à la lumière pendant 15 s. Ils doivent ensuite guider les autres pour réaliser le dressage le plus précis possible. Après dégustation par le chef Etchebest, l'équipe d'Hélène Darroze est désignée gagnante. Celle de Michel Sarran est donc envoyée en dernière chance.
Cette semaine il n'y a donc pas de candidat sur la sellette, étant donné que la brigade y est envoyée dans son intégralité.
Pour cette dernière chance, les candidats ont 1 h pour réaliser un plat alliant pomme et poire. Après dégustation à l'aveugle par les trois chefs de brigade, Justine est éliminée,,,,.

### 5eépisode: l'épreuve des enfants, et de la pâtisserie
Cet épisode est diffusé pour la première fois le mercredi 28 février 2018.
La première épreuve se déroule dans une école de Sucy-en-Brie : il s'agit de la redoutée épreuve des enfants. Le principe est le suivant : faire aimer aux enfants un plat qu'ils n'aiment généralement pas, en l’occurrence, les abats. Le chef Stéphane Jégo est, avec les enfants, juge de cette épreuve. Chaque brigade dispose de 2 h pour cuisiner deux abats différents, répartis aléatoirement par les enfants. Ainsi, pour la brigade d'Hélène Darroze, Thibault et Clément cuisinent le cœur de bœuf, et Tara et Geoffrey la langue de bœuf. Pour la brigade de Michel Sarran, Mathew et Adrien cuisinent la cervelle de veau, et Vincent le museau de porc. Et enfin, pour la brigade de Philippe Etchebest, Camille cuisine le rognon de veau, et Victor le ris de veau. L'épreuve se déroule, et après dégustation par le chef ainsi que onze élèves de l'école, un vote est effectué auprès des enfants pour choisir la meilleure assiette. Thibault et Clément obtiennent 5 voix sur 11. Ils sont donc tous deux qualifiés pour la semaine suivante. Viennent ensuite Tara et Geoffrey, et Victor qui obtiennent chacun 3 voix sur 11. Tous les autres n'obtiennent pas de point. Étant donné qu'il y a égalité, c'est à Stéphane Jégo de trancher, et il choisit Victor. Ce dernier se qualifie donc pour la semaine suivante, tous les autres participent à la deuxième épreuve.

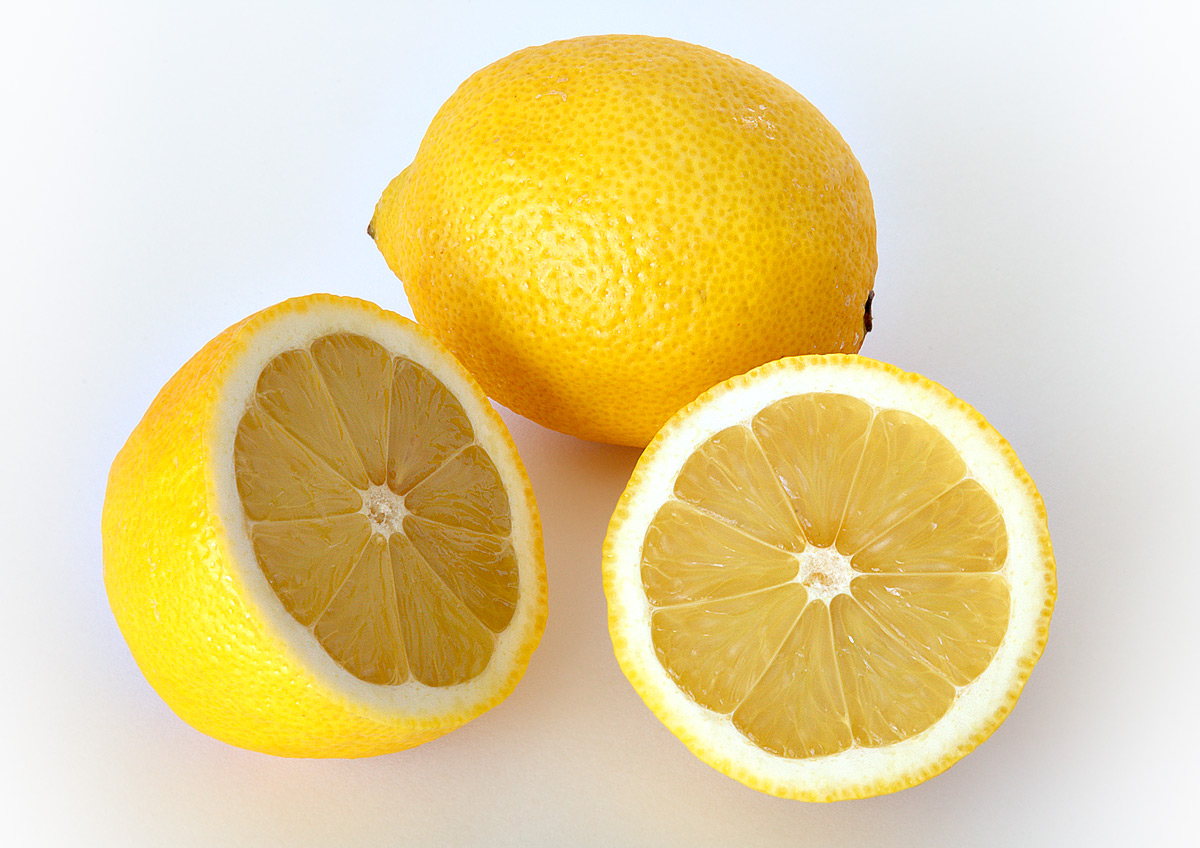
Le citron, thème de l'épreuve de pâtisserie.

La deuxième épreuve se déroule dans les cuisines de Top Chef. Tous les perdants de l'épreuve précédente y participent, à savoir : Tara, Geoffrey, Mathew, Adrien, Vincent et Camille. Il s'agit d'une épreuve de pâtisserie autour du citron. Elle se joue en individuel, et une seule place pour la semaine suivante est à la clé. Ce sont les chefs Jessica Préalpato, Benoît Charvet, et Julien Dugourd qui jugent cette épreuve. Sur les six assiettes proposées, les chefs n'en choisiront au visuel que trois qu'ils dégusteront, et ensuite, une seule qui se qualifiera, tous les autres seront envoyés sur la sellette. L'épreuve se déroule, et à la première étape, les chefs éliminent Tara, Adrien, et Geoffrey, qui sont envoyés sur la sellette, et après dégustation des autres assiettes, Camille est désigné gagnant.
Cette semaine, sont sur la sellette Tara et Geoffrey de la brigade Darroze, et Adrien, Vincent et Mathew de la brigade Sarran. Celle de Philippe Etchebest est déjà qualifiée pour la semaine suivante. Après réflexion, ce sont Tara et Adrien qui sont envoyés en dernière chance.
Pour cette dernière chance, les deux candidats disposent d'1 h pour réaliser un plat gastronomique avec des moules. Après dégustation à l'aveugle par les trois chefs, Tara est éliminée,,,,,.

### 6eépisode: Qui peut battre Philippe Etchebest?, et les desserts de l'enfance
Cet épisode est diffusé pour la première fois le mercredi 7 mars 2018.
La première épreuve se déroule dans les cuisines de Top Chef. Il s'agit de « Qui peut battre Philippe Etchebest ? », où chaque candidat se retrouve en binôme avec un candidat d'une brigade adverse. Le principe est simple : chaque binôme cuisine une assiette en 1 h 30, tandis que Philippe Etchebest cuisine seul en 1 h. Ensuite, le chef Michel Portos – ami de Philippe Etchebest – déguste les assiettes à l'aveugle, sans savoir qu'une des assiettes a été cuisinée par le chef. Il établit un classement, et tous les candidats qui sont meilleurs que Philippe Etchebest sont qualifiés pour la semaine suivante, les autres participent à la deuxième épreuve. Les binômes sont : Adrien (brigade Sarran) avec Clément (brigade Darroze) ; Camille (brigade Etchebest) avec Vincent (brigade Sarran) ; Mathew (brigade Sarran) avec Geoffrey (brigade Darroze) ; Thibault (brigade Darroze) avec Victor (brigade Etchebest). L'épreuve se déroule, et après dégustation par le chef Portos, voici le classement du dernier au premier : Victor et Thibault ; Mathew et Geoffrey ; Vincent et Camille ; Philippe Etchebest ; Adrien et Clément. Ces deux derniers ayant fait mieux que le chef, ils se qualifient pour la semaine suivante, et tous les autres participent à l'épreuve suivante.

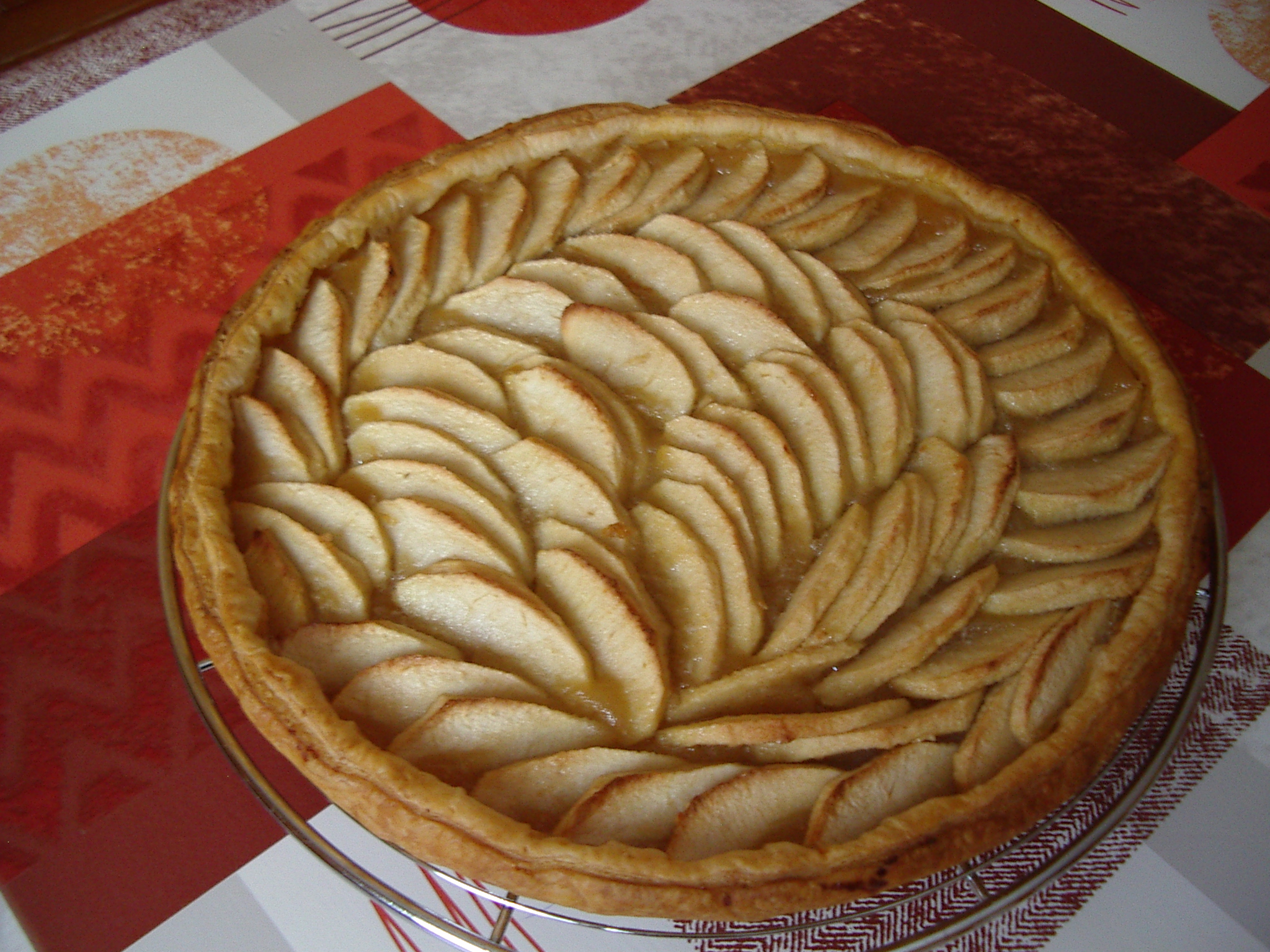
Une tarte aux pommes, dessert que les candidats doivent revisiter lors de la deuxième épreuve.

La deuxième épreuve est proposée par le chef Jean-François Piège, accompagné de son fils, Antoine. Il veut que les candidats réalisent les desserts de son enfance : la tarte aux pommes et l'île flottante. Chaque candidat se voit affecter un dessert : ainsi, Camille, Geoffrey et Mathew réalisent la tarte aux pommes, et Victor, Thibault, et Vincent font l'île flottante. Après dégustation à l'aveugle par le chef, ce sont respectivement Geoffrey et Victor qui l'emportent. Ils sont qualifiés pour la semaine suivante, et les autres sont envoyés sur la sellette.
Cette semaine, seul Michel Sarran doit faire un choix. En effet, Camille (brigade Etchebest) et Thibault (brigade Darroze) sont les seuls de leur brigade, ils sont donc envoyés en dernière chance. Sarran doit choisir entre Mathew et Vincent, et il y envoie Mathew. Vincent est donc qualifié pour la semaine suivante.
Pour cette dernière chance, les candidats disposent d'1 h pour sublimer l'artichaut. Après dégustation à l'aveugle des chefs, Thibault est éliminé,,,,.

### 7eépisode: des célébrités, et des MOF pour la100eémission
Cet épisode est diffusé pour la première fois le mercredi 14 mars 2018. Il s'agit de la 100e émission de Top Chef.
La première épreuve se déroule dans les cuisines de Top Chef. Chaque candidat se retrouve avec une célébrité faisant office de commis : Mathew (brigade Sarran) est avec David Ginola ; Adrien (brigade Sarran) avec Éric Antoine ; Vincent (brigade Sarran) avec Ophélie Meunier ; Clément (brigade Darroze) avec Mac Lesggy ; Geoffrey (brigade Darroze) avec Marianne James ; Victor (brigade Etchebest) avec Julia Vignali ; et Camille (brigade Etchebest) avec Stéphane Rotenberg. Le thème est « Le retour de pêche ». Seuls les commis vont dans le garde-manger, et les candidats ont l'obligation de cuisiner l'intégralité des produits qu'ils ramènent, sans exception. Après les 2 h d’épreuve, les sept commis dégustent les plats et votent pour leur préféré, qui ne peut être le leur. Julia, Éric et Stéphane votent pour Geoffrey, et Ophélie, David, Marianne, et Mac votent pour Victor. C'est donc ce dernier qui l'emporte, et se qualifie pour la semaine suivante, les autres participent à l'épreuve suivante.
La deuxième épreuve se déroule dans les écuries du domaine de Chantilly. Le jury se compose de 100 meilleurs ouvriers de France. C'est Gérard Rapp, le président des MOF, qui annonce le thème de l'épreuve : réaliser 100 bouchées gastronomiques dont 50 salées et 50 sucrées. À l'issue de l'épreuve, le jury votera pour la meilleure bouchée salée, et la meilleure sucrée. Mais pour participer à l'épreuve, les candidats doivent d'abord remporter un des quatre défis techniques proposés par les MOF, chacun observé et jugé par 25 MOF. Le sujet du premier défi, annoncé par Gilles Goujon, est de désosser un pigeon par le dos. Au terme des 5 min de défi, les 25 se concertent, et désignent Camille vainqueur. Ce dernier peut alors commencer l’épreuve, et il dispose de 3 h pour sortir les 100 bouchées. Pour le deuxième défi, annoncé par Philippe Urraca, les candidats doivent réaliser une crème chantilly à la main, puis décorer avec un entremets à l'aide d'une poche à douille Saint-Honoré. Après 10 min de défi, les 25 délibèrent, puis désignent Vincent gagnant. Celui-ci rejoint alors Camille en cuisine, mais il ne dispose que de 2 h 45 pour faire ses bouchées. Le troisième défi, annoncé par Stacy Cez, consiste à réaliser le plus beau champignon tourné. Au terme des 5 min de défi, les 25 désignent Adrien gagnant. Il rejoint les cuisines, mais ne dispose alors plus que de 2 h 30. Pour le quatrième et dernier défi, annoncé par Pierre Mirgalet, les candidats doivent foncer et chiqueter une pâte à tarte. Après 10 min de défi, les 25 observateurs désignent Clément gagnant. Celui-ci n'a alors que 2 h 15 pour réaliser ses 100 bouchées. Mathew et Geoffrey n'ayant remporté aucun défi, ils sont directement envoyés sur la sellette. L'épreuve se déroule, puis les 100 MOF votent pour la meilleure bouchée salée, et la meilleure sucrée. C'est Michel Roth qui annonce le gagnant du salé, et il s'agit de Camille. Pascal Caffet annonce le gagnant du sucré, et c'est aussi Camille. Ce dernier est donc qualifié pour la semaine suivante, les autres sont envoyés sur la sellette.
Cette semaine, Philippe Etchebest n'a pas de choix à faire étant donné que ses deux candidats sont déjà qualifiés pour la semaine suivante. Cependant, Michel Sarran et Hélène Darroze ont leur brigade en intégralité sur la sellette. Après réflexion, Hélène envoie Clément en dernière chance, et Michel envoie Vincent. Les autres candidats sont qualifiés pour la semaine suivante.
Le thème de la dernière chance est donné par Jean-François Piège, « Étonnez-moi avec la tomate farcie ». Après 1 h d'épreuve, les quatre chefs dégustent à l'aveugle, et c'est finalement Vincent qui est éliminé,,,,,.

### 8eépisode: un candidat réintègre le concours, un autre change de brigade
Cet épisode est diffusé pour la première fois le mercredi 21 mars 2018.
La première épreuve se déroule dans les cuisines de Top Chef. Elle donne l'opportunité à un candidat éliminé de réintégrer le concours. Chaque chef a donc choisi un candidat parmi les éliminés de sa brigade : Hélène Darroze choisit Thibault, Michel Sarran choisit Vincent, et Philippe Etchebest choisit Jérémy. Ensuite, chaque candidat choisit un binôme dans son ancienne brigade : Jérémy choisit Camille, Thibault choisit Clément, et Vincent choisit Mathew. Le sujet de l'épreuve est donné par Jean-François Piège : « Cuisiner sans gras ». Celui-ci reste en cuisine pour aider les candidats, alors que les chefs de brigade jugent l'épreuve à l'aveugle. Après dégustation, c'est le duo de Vincent qui l'emporte. Ce dernier réintègre alors le concours, tandis que tous les candidats participent à la deuxième épreuve, sauf Jérémy et Thibault qui sont définitivement éliminés.

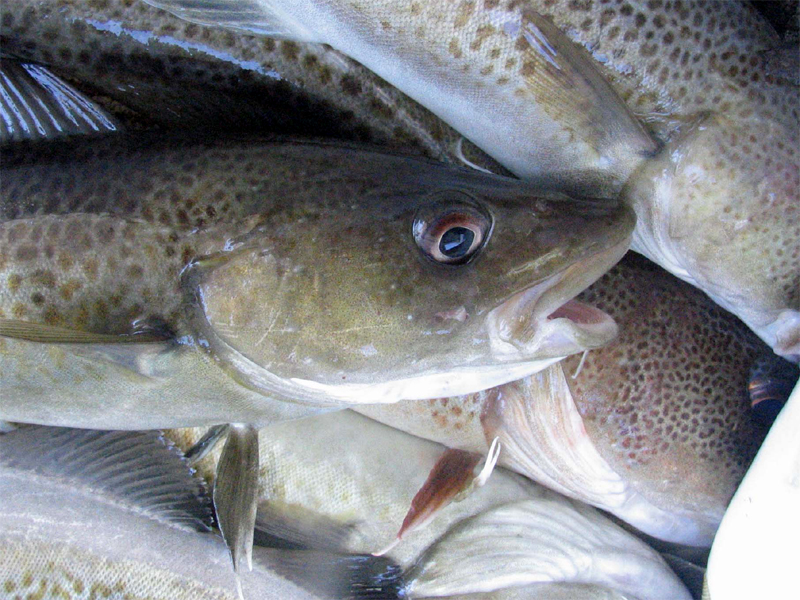
Des morues, aussi appelées cabillaud, thème de la dernière chance.

La deuxième épreuve se déroule dans les cuisines de Top Chef. Tous les candidats y participent, à savoir Vincent, Mathew, Adrien (brigade Sarran), Geoffrey, Clément (brigade Darroze), et Victor et Camille (brigade Etchebest). Elle est individuelle, et les candidats disposent de 2 h pour réaliser un trompe-l’œil, c'est-à-dire un plat salé ayant apparence d'un plat sucré, ou l'inverse. C'est Guy Krenzer qui juge cette épreuve. À l'issue de l'épreuve, il choisit d'abord le plat qui le séduit le moins au visuel, qu'il ne déguste pas, et c'est celui de Geoffrey. Celui-ci est donc envoyé en dernière chance. Ensuite, le chef déguste les autres assiettes, et établit le classement suivant, du premier au dernier : Vincent, Victor, Adrien, Camille, Clément et Mathew. Ce dernier est donc envoyé en dernière chance, tous les autres sont qualifiés pour la semaine suivante.
Cette semaine, il n'y a pas de candidats sur la sellette. En effet, seuls Mathew et Geoffrey ne sont pas qualifiés, ils sont donc directement envoyés en dernière chance.
Cette dernière chance est spéciale : afin de rééquilibrer les brigades, le candidat qui l'emporte intègre quoi qu'il arrive la brigade d'Hélène Darroze. Concrètement, si Geoffrey gagne, il réintègre sa brigade, si c'est Mathew, il change de brigade. L'épreuve est jugée par la cheffe Darroze seule. Les candidats doivent la séduire avec une seule bouchée qu'elle déguste à l'aveugle, les yeux bandés. Ils disposent d'1 h, et le thème est le cabillaud. Après dégustation, c'est finalement Geoffrey qui est éliminé, Mathew change donc de brigade et intègre celle d'Hélène Darroze,,,,.

### 9eépisode: la guerre des restos
Cet épisode est diffusé pour la première fois le mercredi 28 mars 2018.

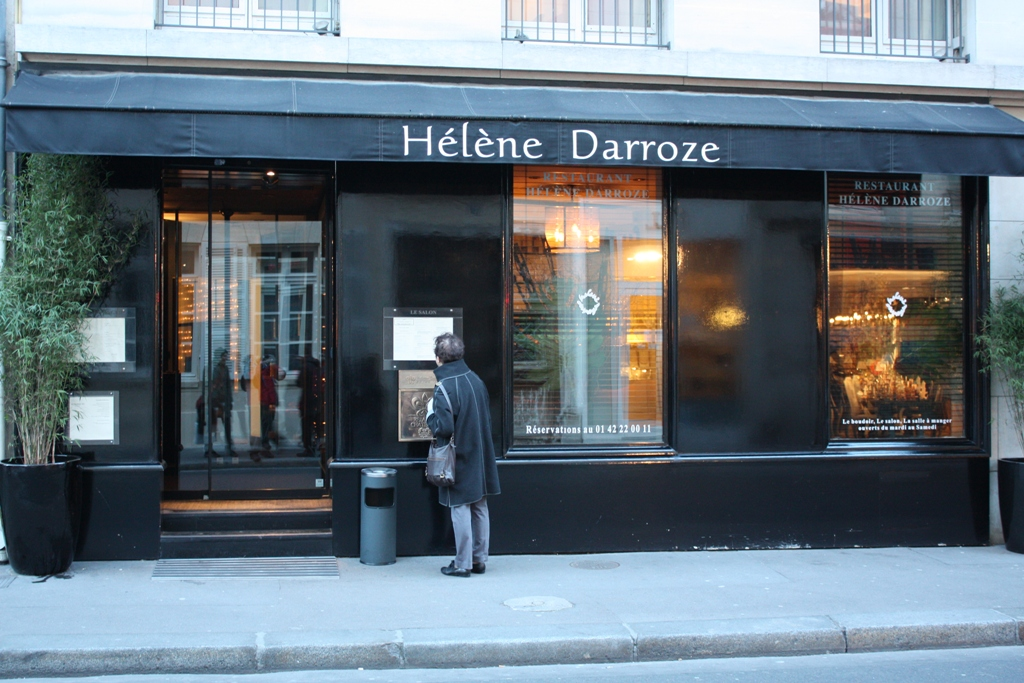
La devanture d'un restaurant, – ici celui de la cheffe Hélène Darroze – thème principal de l'épisode.

Cette semaine, les candidats se retrouvent à Arcueil en région parisienne, pour y disputer la mythique guerre des restos. Le principe est simple : les candidats repartis en binômes disposent de 48 h pour créer entièrement leur restaurant (décoration, menu, nom, etc.). Les binômes sont inédits, et désignés par tirage au sort : Vincent (brigade Sarran) se retrouve avec Clément (brigade Darroze). Ils sont épaulés par le chef Sarran. Mathew (brigade Darroze) se retrouve avec Camille (brigade Etchebest). Ils sont épaulés par la cheffe Darroze. Enfin, Victor (brigade Etchebest) se retrouve avec Adrien (brigade Sarran). Ils sont épaulés par le chef Etchebest. Après débat entre les candidats, les trois restaurants sont attribués comme suit : Victor et Adrien obtiennent le restaurant rustique, Camille et Mathew le restaurant italien, et Vincent et Clément le classique. Les chefs voient les préparatifs des candidats, mais ne peuvent leur donner des conseils qu'une seule fois, quelques heures avant l'ouverture. Les binômes attaquent l'épreuve, et se mettent rapidement d'accord sur le nom de leur restaurant : Brut pour Victor et Adrien, Le Show Campagnard pour Mathew et Camille, et Le Viking pour Vincent et Clément. Les binômes sont épaulés par un candidat déjà éliminé : ainsi, Victor et Adrien se retrouvent avec Jérémy, Mathew et Camille avec Justine, et Vincent et Clément avec Tara. L'épreuve se déroule, et après 48 h, onze habitants d'Arcueil sont choisis pour la juger. Ils découvrent d'abord l'extérieur du restaurant, et observent la décoration ainsi que le menu. À ce stade, chaque habitant vote pour ses deux préférés, ainsi, Le Viking obtient 11 points, Le Show Campagnard 7 points, et Brut 4 points. De fait, Brut n'ouvre pas ses portes, et Victor et Adrien sont directement envoyés en dernière chance. Pour les deux autres, c'est le moment de la dégustation. Au terme de l’épreuve, un vote a lieu où les quatre chefs et les onze habitants d'Arcueil votent pour leur restaurant préféré. Le Viking obtient 10 points, et Le Show Campagnard 5 points. Par conséquent, Vincent et Clément remportent cette guerre des restos, ils sont qualifiés pour la semaine suivante. Camille et Mathew sont quant à eux envoyés en dernière chance.
Cette semaine, il n'y a pas de candidats sur la sellette. En effet, ce sont les perdants de la guerre des restos, à savoir Adrien, Camille, Mathew et Victor qui sont tous envoyés en dernière chance.
Le thème de cette dernière chance est la carotte. Après 1 h d'épreuve, et dégustation à l'aveugle par les quatre chefs, c'est finalement Mathew qui est éliminé,,,,.

### 10eépisode: venue des proches, et cuisiner pour le chef Piège
Cet épisode est diffusé pour la première fois le mercredi 4 avril 2018.

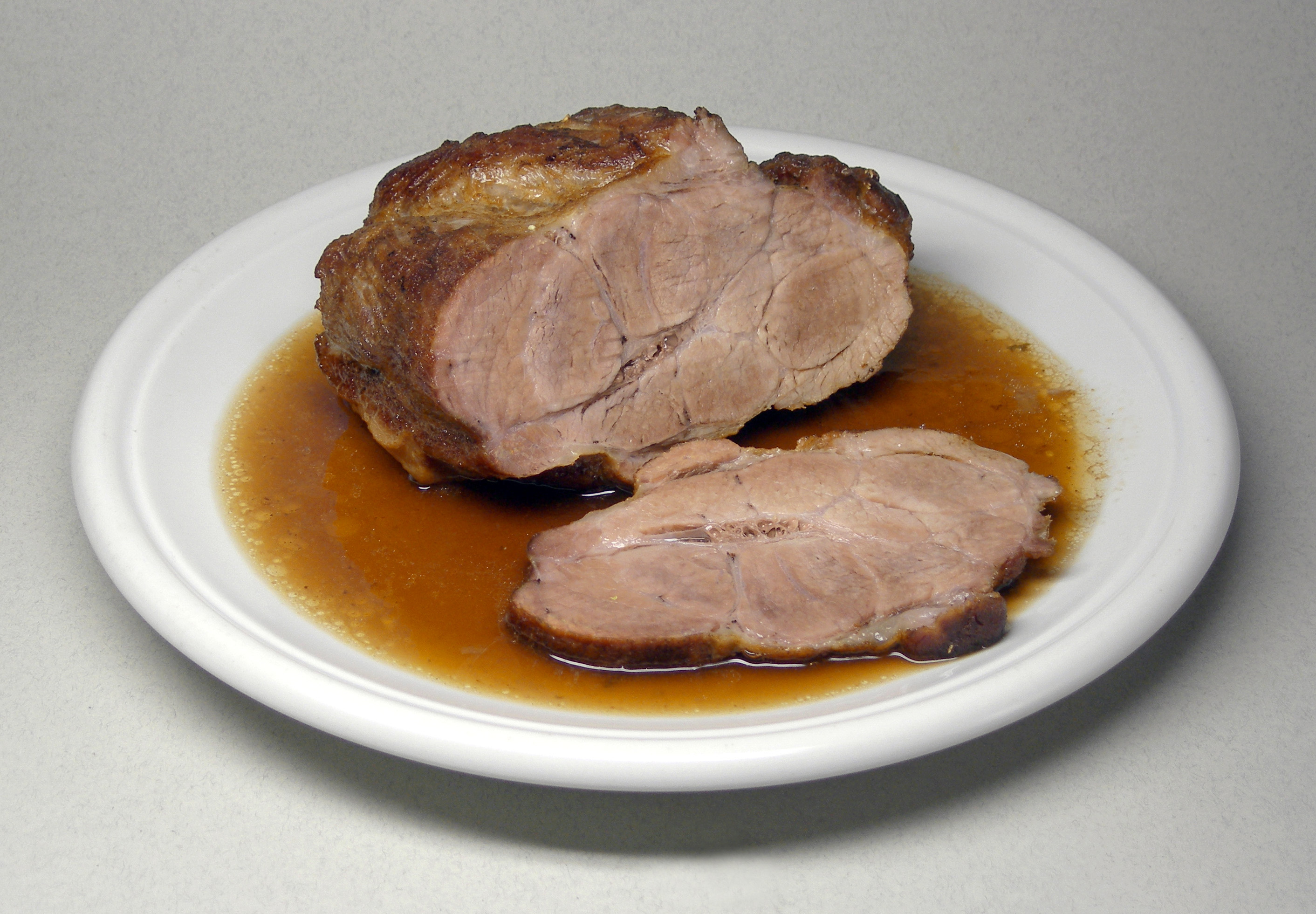
Du rôti de porc, plat que doivent cuisiner les candidats pour la première épreuve.

La première épreuve se déroule dans les cuisines de Top Chef. Les candidats disposent d'1 h 30 pour cuisiner « le rôti du dimanche » pour leurs proches. Les chefs épaulent les candidats en cuisine, car ce sont les proches qui dégustent les plats et jugent l'épreuve. Avant le début de celle-ci, les candidats découvrent quel proche est présent par le biais d'une lettre déposée dans leur casier. Ainsi, Clément découvre que Marine, sa compagne, pâtissière, est là. Pour Vincent, c'est son père Yves, garagiste. Pour Victor, c'est son meilleur ami designer, Benjamin. Pour Adrien, c'est Christine, sa mère, proviseure de lycée. Et enfin pour Camille, c'est sa compagne Carla, une étudiante en hôtellerie. Après dégustation, chaque proche vote pour une assiette qui ne peut être celle de son proche. Ainsi, Marine et Carla votent pour Adrien, Christine et Yves votent pour Camille, et Benjamin pour Clément. Étant donné qu'il y a égalité, c'est à Benjamin de trancher, et il choisit Adrien. Ce dernier est donc qualifié pour les quarts de finale, tous les autres participent à la deuxième épreuve.
Pour la deuxième épreuve, les quatre candidats se retrouvent d'abord dans le restaurant de Jean-François Piège, où ils dégustent un plat. Le chef leur annonce ensuite qu'ils vont devoir créer un nouveau plat avec les mêmes ingrédients que lui, à savoir : du homard bleu, de la noix de coco, du foie gras, du pain de mie, des piquillos, de la coriandre, du gingembre, des feuilles de Kaffir et de la citronnelle. Après l'épreuve, le chef déguste les différents plats, et désigne Camille gagnant.
Cette semaine, il n'y a pas de candidats sur la sellette, étant donné que les trois candidats qui ne se sont pas qualifiés appartiennent tous à une brigade différente. Ainsi, Clément, Victor et Vincent sont directement envoyés en dernière chance.
Pour la dernière chance, les candidats disposent d'1 h pour sublimer le champignon. Après dégustation à l'aveugle par les quatre chefs, c'est finalement Vincent qui est éliminé du concours, pour la deuxième fois,,,,,.

### 11eépisode: des chefs étoilés pour les quarts de finale
Cet épisode est diffusé pour la première fois le mercredi 11 avril 2018.

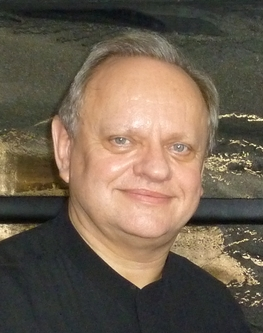
Joël Robuchon, chef 32 étoiles, juge la première épreuve.

Cette semaine, les deux épreuves se déroulent selon un système de "points". Dans chacune, les candidats sont classés et obtiennent une note de 0 à 3 en fonction de leur position dans le classement. À l'issue des deux épreuves, celui qui totalise le plus de points est qualifié pour la demi-finale et les trois autres se retrouvent sur la sellette.
La première épreuve se déroule à Monaco, dans le palace de Joël Robuchon, qui est aussi juge de cette épreuve. Le thème est la pomme de terre. Pour cette épreuve, les chefs de brigade voient ce que font les candidats, mais ils ne peuvent les aider : c'est Joël Robuchon lui-même qui leur donne des conseils. Après l'épreuve, une des quatre assiettes n'est pas retenue au visuel. Le chef établit alors le classement suivant, du premier au dernier : Clément, Victor, Camille et Adrien. L'assiette de ce dernier n'est donc pas dégustée, et il obtient 0 point. Après dégustation des trois assiettes restantes par le chef, Camille obtient 3 points, Victor 2 points, et Clément 1 point.
La deuxième épreuve se déroule dans les cuisines de Top Chef. Elle est jugée par le chef Yannick Alléno. Les candidats ont 2 h pour reproduire à l'identique un de ses plats signature : « L'œuf de poule en habit vert avec ses croûtons dorés aux œufs de saumon ». Pour cela, les candidats commencent par observer et déguster le plat. Ensuite, à eux de trouver les goûts, les techniques utilisées, etc. Après, le principe est le même que pour la première épreuve, c'est-à-dire qu'une assiette n'est pas dégustée au visuel. Le chef classe de la première à la dernière position : Camille, Victor, Clément et Adrien. Ce dernier n'est donc pas dégusté, il obtient 0 point et est directement envoyé en dernière chance. Après dégustation, le classement établi par le chef donne 3 points à Camille, 2 points à Clément, et 1 point à Victor. À l'issue des deux épreuves, Camille avec 6 points est directement qualifié pour la demi-finale, Clément et Victor avec au total 3 points chacun sont quant à eux envoyés en dernière chance.
Cette semaine, il n'y a pas de candidat sur la sellette, étant donné que les trois candidats qui ne se sont pas qualifiés appartiennent tous à une brigade différente. Ainsi, Adrien, Clément et Victor sont directement envoyés en dernière chance.
Pour cette dernière chance, les candidats ont 1 h pour sublimer la coquille Saint-Jacques. Finalement, après dégustation à l'aveugle par les quatre chefs, c'est Clément qui est éliminé,,,,.

### 12eépisode: des épreuves imaginées par les candidats pour la demi-finale
Cet épisode est diffusé pour la première fois le mercredi 18 avril 2018.
Le principe de cette demi-finale est le même que la saison dernière, c'est-à-dire que chaque candidat a imaginé une épreuve qu'il impose aux autres. L'objectif est d'être imbattable sur sa propre épreuve. Pour départager les candidats, un système de points est mis en place : si le candidat termine premier de l'épreuve qu'il a imaginé, il ne marque pas de points, mais empêche aussi les autres d'en marquer ; si un ou plusieurs candidats se classent au-dessus de celui qui a imaginé l'épreuve, ils gagnent un point. Pour les juger, ce sont les chefs Jean-François Piège et Hélène Darroze, accompagnés d'un autre chef, qui dégustent à l'aveugle les plats des candidats. Ils établissent ensuite un classement qui permet d'attribuer les différents points.
La première épreuve se déroule dans la forêt de Gambais, dans les Yvelines. Elle a été imaginée par Victor. Les candidats disposent de 2 h pour réaliser un plat gastronomique, sans électricité (pas de four, de plaques de cuisson, de mixeur, etc.), avec simplement un grand feu disposé au centre. Ils sont jugés par Jean-François Piège, Hélène Darroze, et Olivier Bellin, chef doublement étoilé. Finalement, après dégustation, Victor se classe 3e, Adrien 2e, et Camille 1er. Par conséquent, Camille et Adrien marquent tous les deux un point, vu qu'ils ont réussi à battre Victor. Après cette épreuve, Victor est donc à 0, et Camille et Adrien sont à 1.
La deuxième épreuve se déroule dans les cuisines de Top Chef. Elle a été imaginée par Camille. Les candidats disposent de 2 h pour réaliser un arlequin de pâtes, avec au minimum quatre couleurs différentes, et en utilisant uniquement des colorants naturels. Ils sont jugés par les chefs Piège, Darroze, et par Simone Zanoni, chef d'origine italienne. Après dégustation, voici le classement de l'épreuve est : Adrien 3e, Victor 2e, et Camille 1er : Camille ne marque ainsi pas de points, mais empêche les autres d'en marquer. Les candidats en restent donc au même stade que l'épreuve précédente, à savoir 0 pour Victor, et 1 pour Camille et Adrien.
La troisième et dernière épreuve se déroule dans les cuisines de Top Chef. Elle a été imaginée par Adrien. Les candidats disposent de 2 h 30 pour réaliser un pithiviers salé, avec au moins trois protéines différentes à l'intérieur. Les candidats dressent uniquement la garniture dans leur assiette, et le pithiviers est découpé par les chefs lors de la dégustation. Ils sont jugés par les chefs Piège, Darroze, et par Gilles Goujon, chef triplement étoilé et meilleur ouvrier de France. Après dégustation, Adrien termine 3e, Victor 2e, et Camille 1er. Camille et Victor marquent ainsi tous les deux un point, vu qu'ils ont réussi à battre Adrien. À l'issue des trois épreuves, Camille a donc 2 points, et Victor et Adrien 1 point. Cependant, ces résultats ne sont pas encore connus des candidats.
Avant de connaître les résultats, on retrouve les candidats. Ceux-ci parlent avec leur chefs, et reviennent sur leur aventure, le moment qui les a marqué, etc. Peu après, ils découvrent une cloche. Sous celle-ci, plusieurs possibilités, soit il y a du vert, cela signifie que le candidat est qualifié pour la finale, soit il y a du orange, cela signifie qu'il y a égalité, soit il n'y a rien, cela signifie que le candidat est éliminé.
Ainsi, Camille découvre du vert, il est donc directement qualifié pour la finale, et Adrien et Victor du orange. De fait, ce sont les chefs Hélène Darroze et Jean-François Piège qui vont départager les deux candidats. Après délibération, ils décident de qualifier Victor pour la finale, et Adrien est définitivement éliminé,,,,,.

### 13eépisode: deux candidats d'une même brigade pour la finale
Cet épisode est diffusé pour la première fois le mercredi 25 avril 2018.

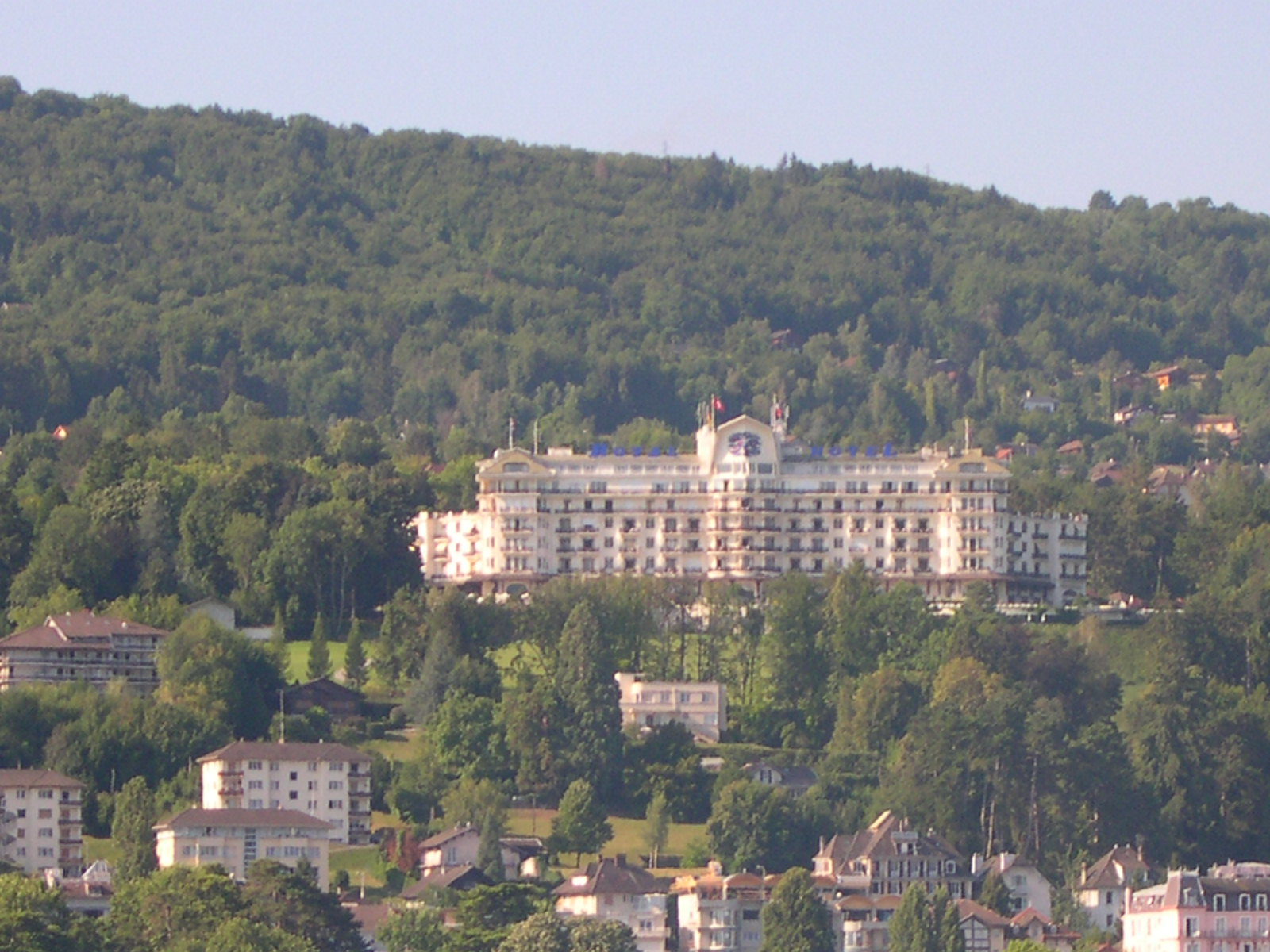
Cette finale se déroule dans l'Hôtel Royal d'Évian-les-Bains.

La finale se déroule dans l'Hôtel Royal d'Évian-les-Bains. Elle oppose Camille et Victor. C'est la première fois que deux finalistes appartiennent à la même brigade, celle de Philippe Etchebest. Les candidats disposent de 10 h pour concocter un menu complet, avec entrée, plat et dessert, pour les quatre jurés, ainsi que pour 100 convives, qui sont principalement des bénévoles de la Croix-Rouge française. Pour les aider, tous les autres candidats sont présents, et à tour de rôle, Camille et Victor choisissent les membres de leur brigade. Ainsi, Victor se retrouve avec Vincent, Clément, Justine et Geoffrey, et Camille se retrouve avec Adrien, Mathew, Thibault et Tara.
L'épreuve commence. Mais comme le chef Etchebest ne peut épauler ses deux candidats en même temps, il va d'abord voir Camille, puis Victor, et après avoir pris connaissance de leur menu respectifs, il choisit celui qui est selon lui le plus à même de l'emporter. Celui qui n'est pas choisi aura quant à lui, et à tour de rôle, les chefs Michel Sarran, Jean-François Piège et Hélène Darroze pour l'épauler.
Les menus des candidats sont alors les suivants : pour Camille : entrée : « Saint-Jacques, chantilly de chou-fleur », plat : « Ballotine de volaille et ses légumes d'antan », dessert : « Parfum de rose, framboise litchi ». Pour Victor : entrée : « Langoustines, courges et bergamote », plat : « Turbot et ses légumes sauce champagne », dessert : « Un galet dans la nature : praliné, clémentines, glace au sapin ». Après cela, le chef Etchebest décide d'épauler Camille. De fait, Victor se retrouve avec les chefs Sarran, Darroze et Piège.
À l'issue des 10 h, la dégustation commence, et un membre de chaque brigade peut aller voir les réactions des chefs. Ainsi, Justine et Tara observent pour l'entrée, Adrien et Vincent pour le plat, et la brigade au complet pour le dessert. Ensuite, sur le même principe que les finales précédentes, chaque convive dispose de 10 points, qu'il peut répartir comme il veut entre les deux menus. Bien entendu, on ne connaît pas les votes des 100 convives, mais on connaît celui des chefs : Philippe Etchebest attribue 5 points à Victor et 5 points à Camille, et Michel Sarran, Hélène Darroze, et Jean-François Piège attribuent chacun 4 points à Camille et 6 à Victor.
Trois mois plus tard, on retrouve les candidats dans un palace parisien pour le verdict. Ils sont entourés de leurs proches, et des quatre chefs. Un couteau scellé dans son support est présenté devant eux. Ils vont alors retirer le couteau, et si la lame est acier, le candidats l'emporte, au contraire, si elle est orange, il perd. Mais juste avant cela, on découvre les pourcentages des votes : 66,92 % pour l'un, et 33,08 % pour l'autre. Ensuite, chacun tire son couteau, et Camille découvre une lame acier. C'est donc le vainqueur de cette neuvième saison de Top Chef. Il remporte ainsi la somme de 66 920 €,,,,.

## Audiences et diffusion
En France, l'émission est diffusée les mercredis, du 31 janvier 2018 au 25 avril 2018. Un épisode dure environ 2 h 20 (publicités incluses), soit une diffusion de 21 h à 23 h 20.
En Belgique, l'émission est diffusée une semaine après la France, les lundis, du 5 février 2018 au 30 avril 2018. L'épisode est le même, donc la durée reste 2 h 20 (publicités incluses), mais il est diffusé de 20 h 15 à 22 h 25.
| Épisode            | Jour et horaire de diffusion             | Nombre de téléspectateurs | Part de marché (sur les 4 ans et plus) | Classement des audiences | Référence |
| ------------------ | ---------------------------------------- | ------------------------- | -------------------------------------- | ------------------------ | --------- |
| 1                  | Mercredi 31 janvier 2018 (21:00 - 23:20) | 3 005 000                 | 14,7 %                                 | 2e                       | [ 99 ]    |
| 1                  | Mercredi 31 janvier 2018 (23:20 - 00:10) | 2 091 000                 | 23,8 %                                 | 1er                      |           |
| 2                  | Mercredi 7 février 2018 (21:00 - 23:20)  | 2 560 000                 | 12,6 %                                 | 3e                       | [ 100 ]   |
| 3                  | Mercredi 14 février 2018 (21:00 - 23:20) | 2 574 000                 | 12,9 %                                 | 2e                       | [ 101 ]   |
| 4                  | Mercredi 21 février 2018 (21:00 - 23:20) | 2 784 000                 | 13,7 %                                 | 1er                      | [ 102 ]   |
| 5                  | Mercredi 28 février 2018 (21:00 - 23:20) | 2 431 000                 | 11,4 %                                 | 4e                       | [ 103 ]   |
| 6                  | Mercredi 7 mars 2018 (21:00 - 23:20)     | 2 833 000                 | 14 %                                   | 2e                       | [ 104 ]   |
| 7                  | Mercredi 14 mars 2018 (21:00 - 23:30)    | 2 508 000                 | 12,3 %                                 | 2e                       | [ 105 ]   |
| 8                  | Mercredi 21 mars 2018 (21:00 - 23:20)    | 2 453 000                 | 12,1 %                                 | 2e                       | [ 106 ]   |
| 9                  | Mercredi 28 mars 2018 (21:00 - 23:20)    | 2 536 000                 | 12,8 %                                 | 2e                       | [ 107 ]   |
| 10                 | Mercredi 4 avril 2018 (21:00 - 23:20)    | 2 388 000                 | 12 %                                   | 3e                       | [ 108 ]   |
| 11                 | Mercredi 11 avril 2018 (21:00 - 23:20)   | 2 413 000                 | 11,8 %                                 | 3e                       | [ 109 ]   |
| 12                 | Mercredi 18 avril 2018 (21:00 - 23:20)   | 2 641 000                 | 13,4 %                                 | 3e                       | [ 110 ]   |
| 13 (finale)        | Mercredi 25 avril 2018 (21:00 - 23:20)   | 2 777 000                 | 13,1 %                                 | 2e                       | [ 111 ]   |
|                    |                                          |                           |                                        |                          |           |
| Bilan de la saison | Bilan de la saison                       | 2 610 000                 | 12,8 %                                 | –                        | [ 112 ]   |

| Épisode     | Jour et horaire de diffusion          | Nombre de téléspectateurs | Part de marché (sur les 4 ans et plus) | Classement des audiences | Référence(s) |
| ----------- | ------------------------------------- | ------------------------- | -------------------------------------- | ------------------------ | ------------ |
| 1           | Lundi 5 février 2018 (20:15 - 22:35)  | 498 362                   | 30,6 %                                 | 1er                      | ,            |
| 1           | Lundi 5 février 2018 (22:35 - 23:30)  | 344 873                   | NC                                     | 1er                      | ,            |
| 2           | Lundi 12 février 2018 (20:15 - 22:35) | 462 962                   | 29 %                                   | 1er                      | [ 115 ]      |
| 3           | Lundi 19 février 2018 (20:15 - 22:35) | 501 617                   | 31,7 %                                 | 1er                      | [ 116 ]      |
| 4           | Lundi 26 février 2018 (20:15 - 22:35) | 525 567                   | 29,9 %                                 | 1er                      | [ 117 ]      |
| 5           | Lundi 5 mars 2018 (20:15 - 22:35)     | 539 846                   | 31,4 %                                 | 1er                      | [ 118 ]      |
| 6           | Lundi 12 mars 2018 (20:15 - 22:35)    | 461 485                   | NC                                     | NC                       | [ 119 ]      |
| 7           | Lundi 19 mars 2018 (20:15 - 22:35)    | 455 767                   | NC                                     | NC                       | [ 119 ]      |
| 8           | Lundi 26 mars 2018 (20:15 - 22:35)    | 467 090                   | NC                                     | NC                       | [ 119 ]      |
| 9           | Lundi 2 avril 2018 (20:15 - 22:35)    | 492 547                   | 30,2 %                                 | 1er                      | [ 120 ]      |
| 10          | Lundi 9 avril 2018 (20:15 - 22:35)    | 417 819                   | 25,6 %                                 | 1er                      | [ 121 ]      |
| 11          | Lundi 16 avril 2018 (20:15 - 22:35)   | 471 382                   | 32,1 %                                 | 1er                      | [ 122 ]      |
| 12          | Lundi 23 avril 2018 (20:15 - 22:35)   | 519 652                   | NC                                     | NC                       | [ 119 ]      |
| 13 (finale) | Lundi 30 avril 2018 (20:15 - 22:35)   | 514 254                   | 33,9 %                                 | 1er                      | [ 123 ]      |

Légende :
- plus hauts scores d'audiences
- plus bas scores d'audiences